# Kiskitto Lake
Kiskitto Lake är en sjö i Kanada.   Den ligger i provinsen Manitoba, i den sydöstra delen av landet, 1 900 km nordväst om huvudstaden Ottawa. Kiskitto Lake ligger 210 meter över havet. Arean är 188 kvadratkilometer. Den sträcker sig 16,0 kilometer i nord-sydlig riktning, och 27,9 kilometer i öst-västlig riktning.
Trakten runt Kiskitto Lake är nära nog obefolkad, med mindre än två invånare per kvadratkilometer.